# Bressanone Challenger 1999
Il Bressanone Challenger 1999 è stato un torneo di tennis facente parte della categoria ATP Challenger Series nell'ambito dell'ATP Challenger Series 1999. Il torneo si è giocato a Bressanone in Italia dal 16 al 22 agosto 1999 su campi in terra rossa.

## Vincitori

### Singolare
Gianluca Luddi ha battuto in finale  Thierry Guardiola con il punteggio di 6–4, 6–4

### Doppio
David Miketa /  Radovan Svetlík hanno battuto in finale  Manuel Jorquera /  Anthony Parun con il punteggio di 7–5, 6–4